# Largo do Carmo (Campinas)
O Largo do Carmo é considerado o marco zero da fundação da cidade de Campinas, São Paulo. Em seu entorno estão a Igreja do Carmo, o Colégio Bento Quirino, o Jockey Club Campineiro e o Monumento-túmulo do compositor e maestro campineiro Carlos Gomes.

## História

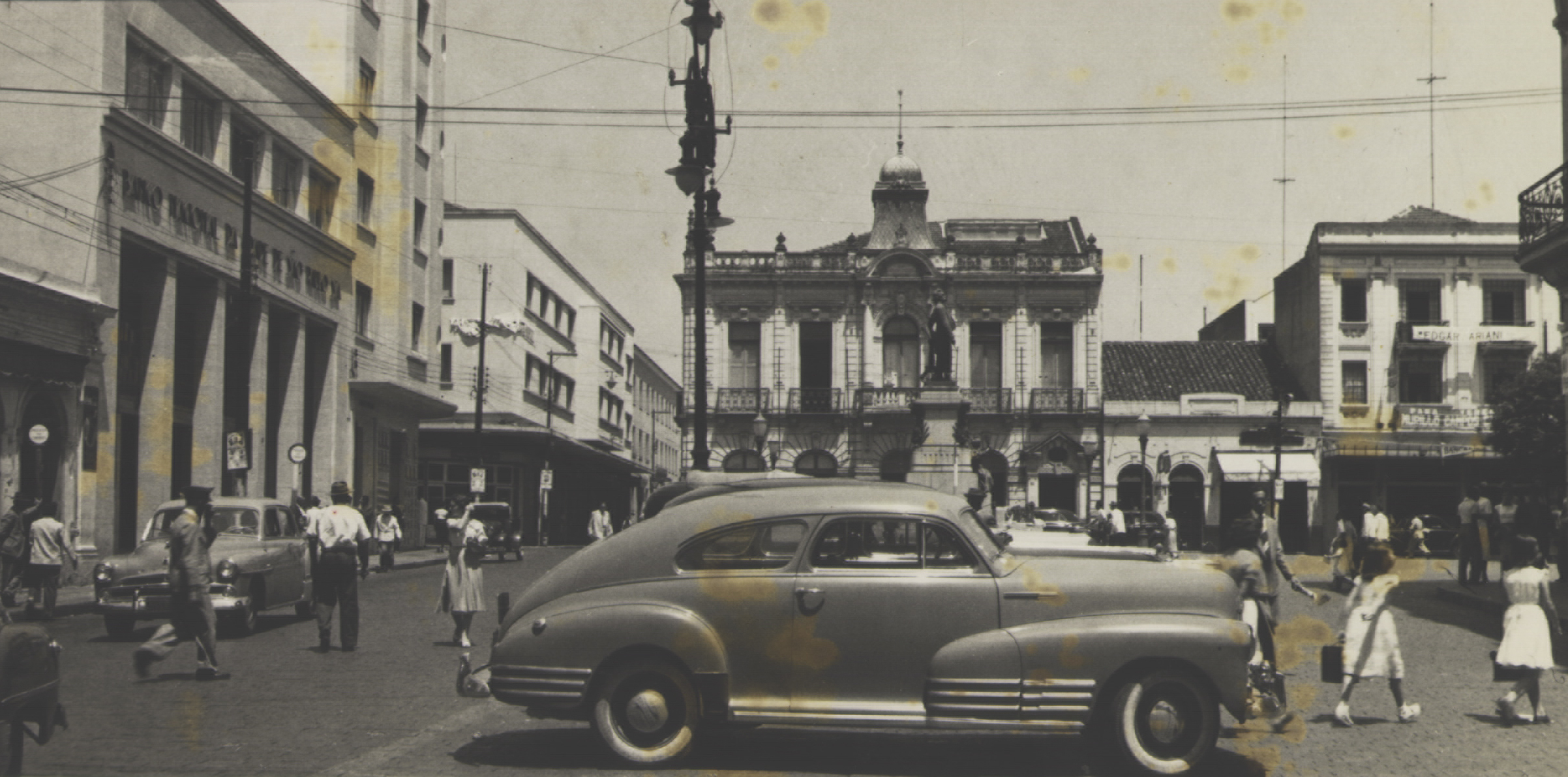
Praça Antônio Pompeo meados do século XX

Em setembro de 1773 foi feita a demarcação do local para a construção da igreja que seria a Matriz da Freguesia de Nossa Senhora da Conceição. A partir desta demarcação se traçaram as primeiras ruas do núcleo central do que viria a ser a cidade de Campinas.
Neste local se construíram a capela provisória e a primeira Matriz, chamada posteriormente de Matriz Velha quando da construção da Matriz Nova e a divisão em 1870 do núcleo urbano de Campinas em duas paróquias. Naquele mesmo ano o Largo do Carmo foi objeto de um projeto de embelezamento. No Largo do Carmo ficavam também o antigo Paço Municipal, compreendendo o prédio da Câmara Municipal, a cadeia pública e o Fórum.

## Localização
O Largo é demarcado pelas ruas Barão de Jaguara (antiga Rua de Cima), Barreto Leme (antiga Rua da Matriz Velha), Sacramento (antiga Rua do Meio) e Thomás Alves, sendo dividido ao meio pela rua Benjamin Constant. Em 1889 foi batizado de Praça Bento Quirino, em homenagem a Bento Quirino dos Santos. O prédio histórico do Jockey Club tem sua lateral voltada para o largo do Carmo, e a frente para a pequena Praça Antônio Pompeu, antigo Largo do Capim.

## Monumento-túmulo a Carlos Gomes
Foi Alberto Santos Dumont quem colocou a pedra fundamental do monumento-túmulo em homenagem ao maestro e compositor no dia 18 de setembro de 1903, quando veio à cidade a convite de César Bierrenbach. O monumento-túmulo foi encomendado ao escultor Rodolfo Bernardelli, responsável pela criação da obra.
Em 02 de julho de 1905, quase 10 anos após sua morte, foi inaugurado o monumento-túmulo ao grande artista, tornando-se um dos pontos turísticos da cidade.

## Galeria de Fotos

Década de 1900
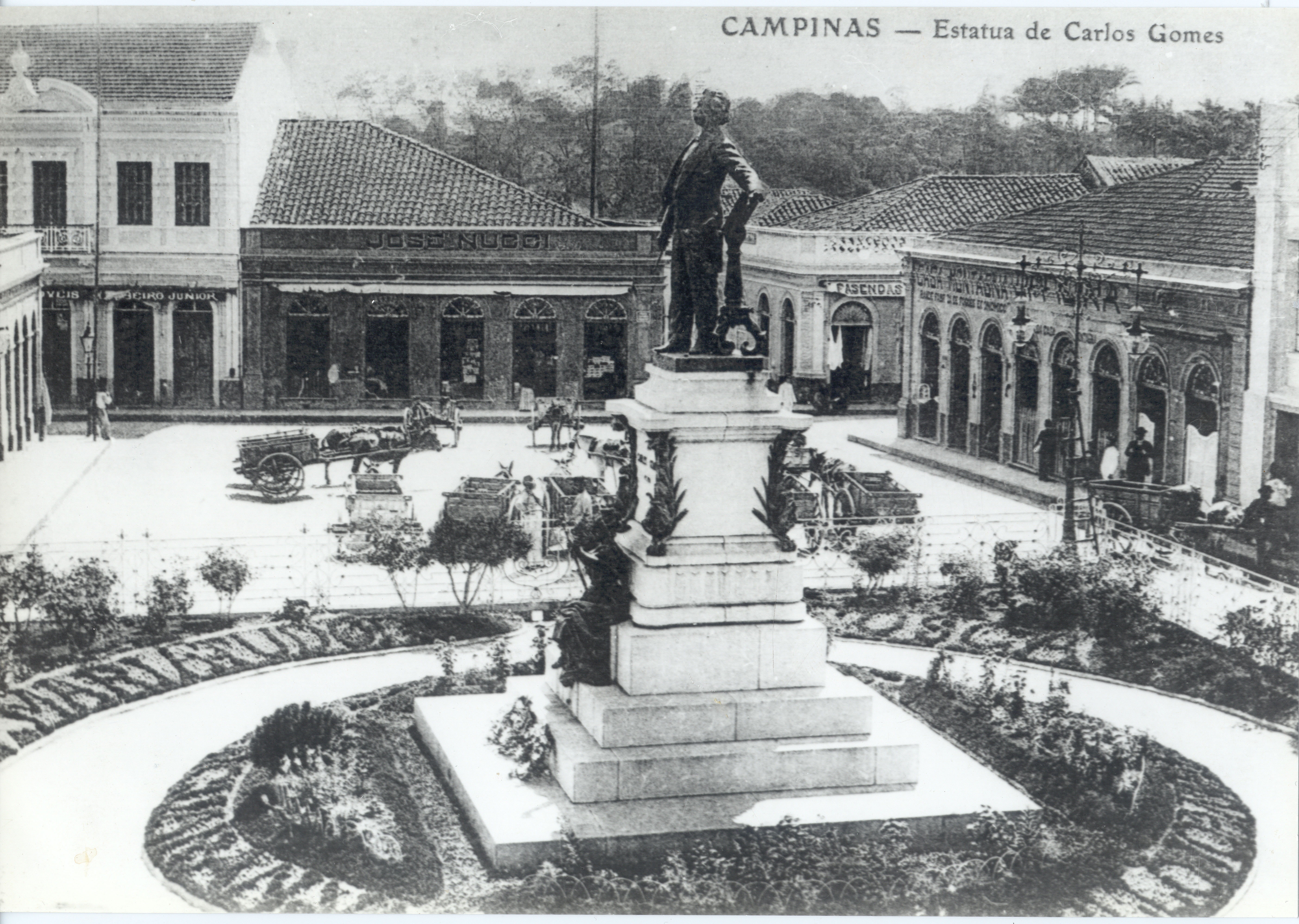
Foto da estatua entre 1905 a 1910
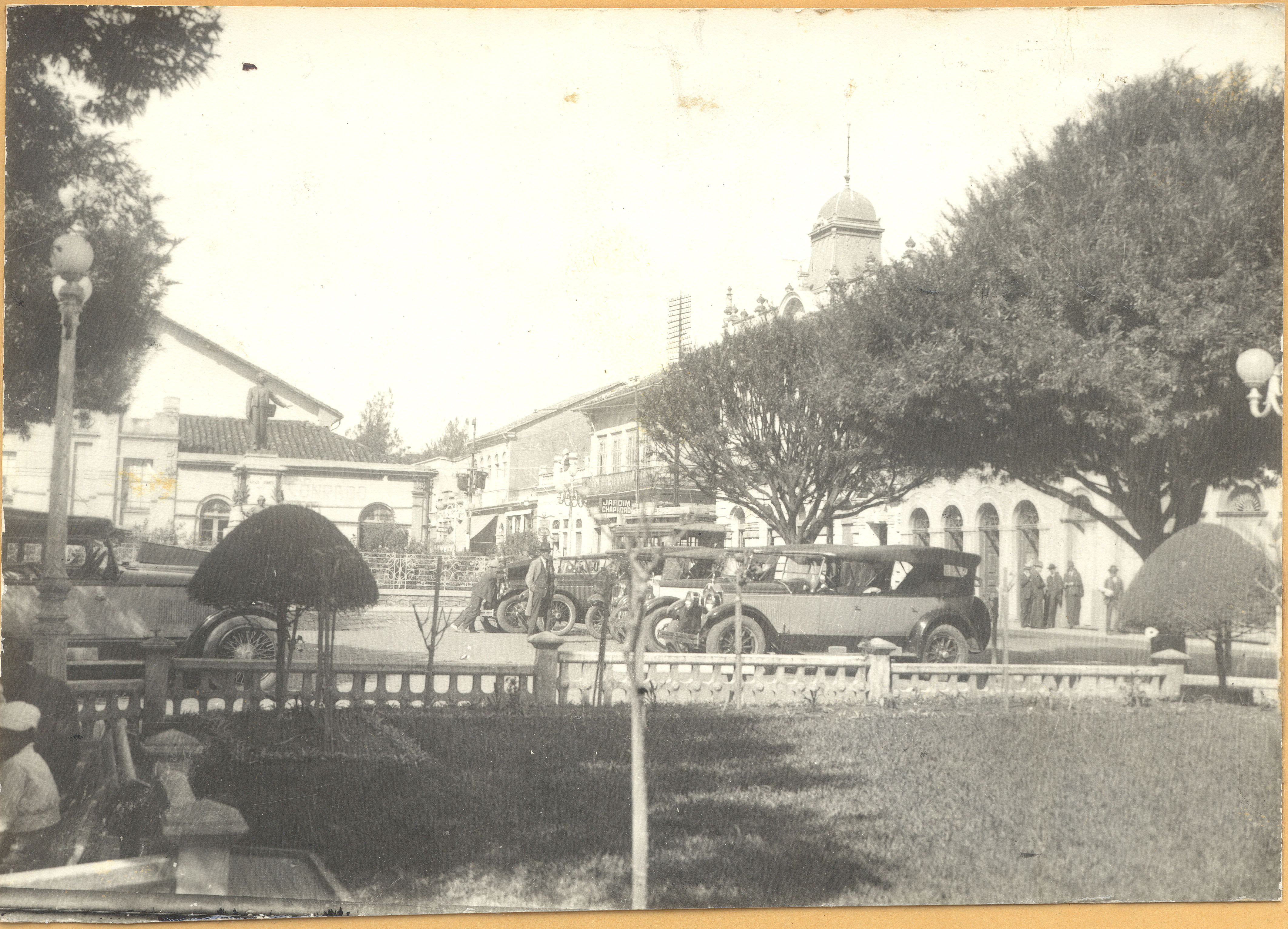
Largo no ao de 1929
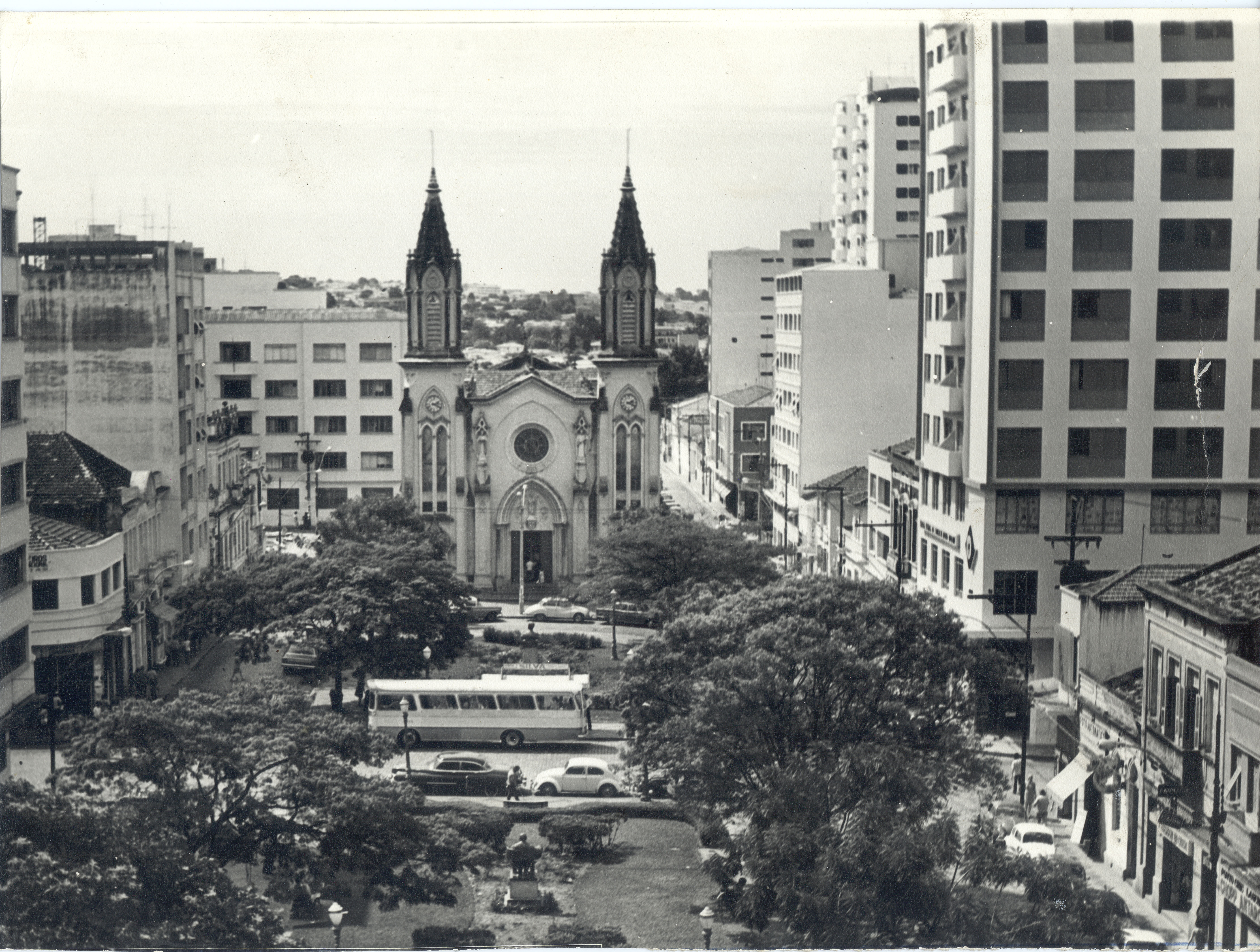
Década de 1970
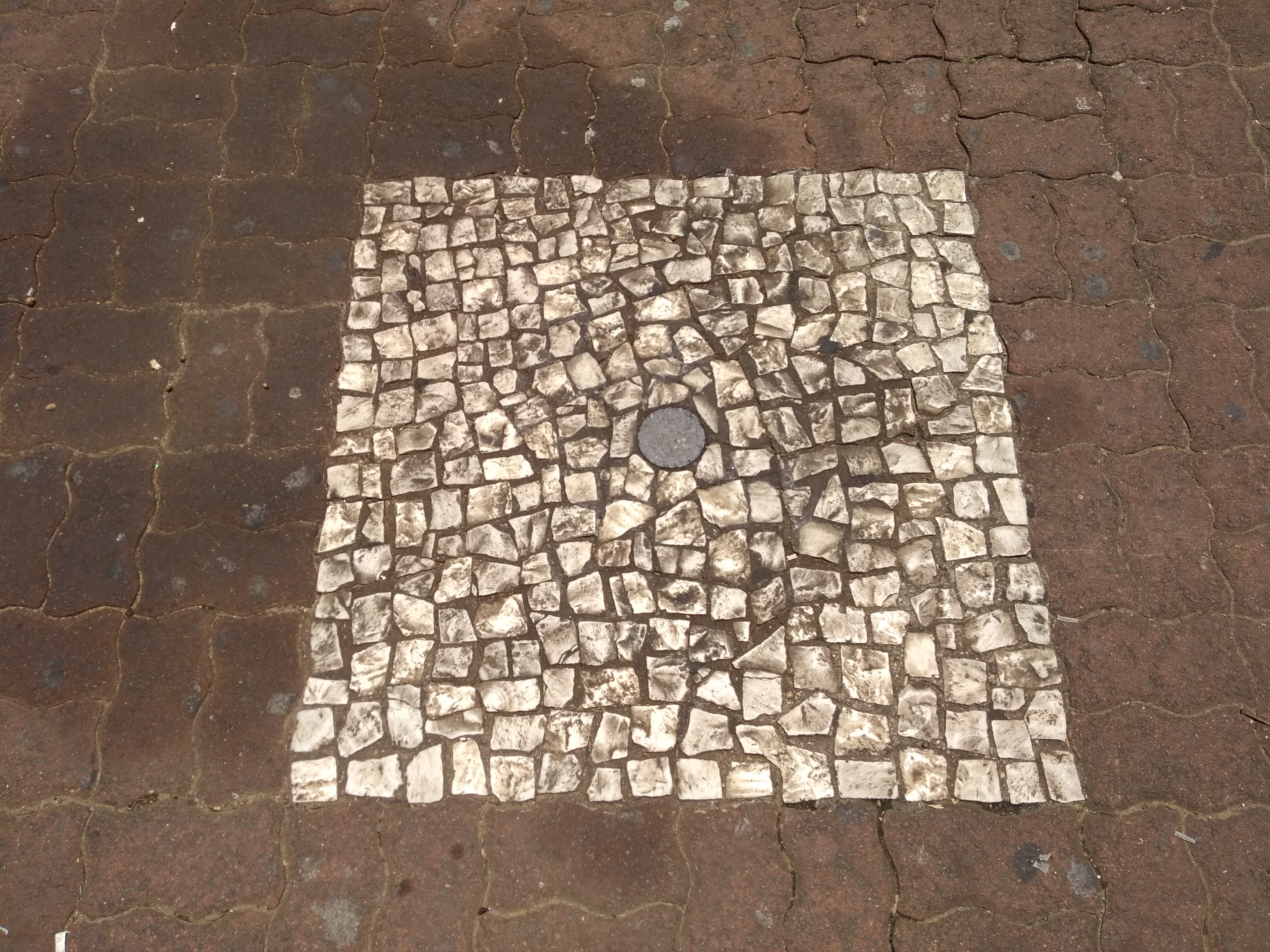
Marco Zero da cidade de Campinas
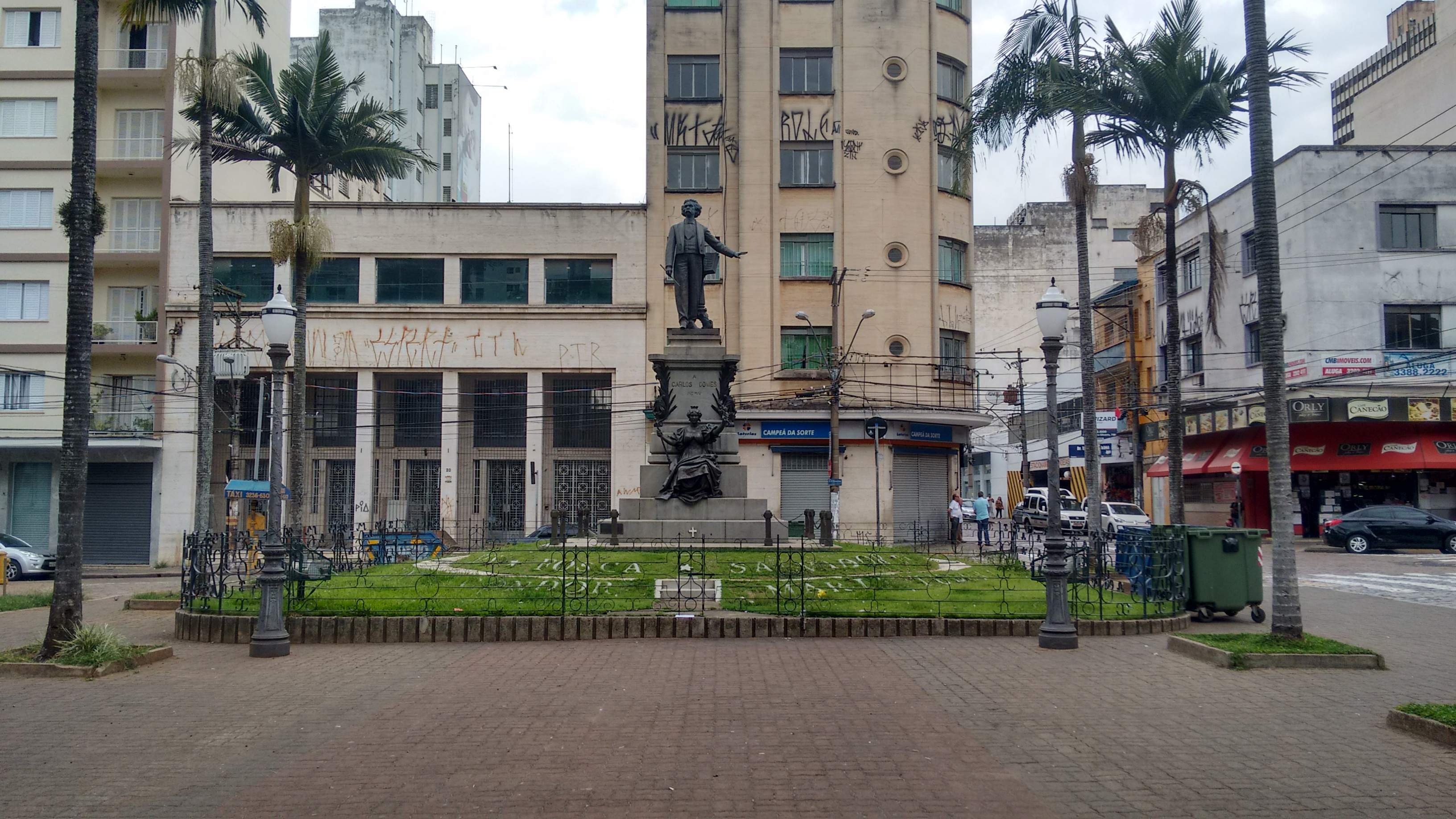
Visão geral do monumento-túmulo
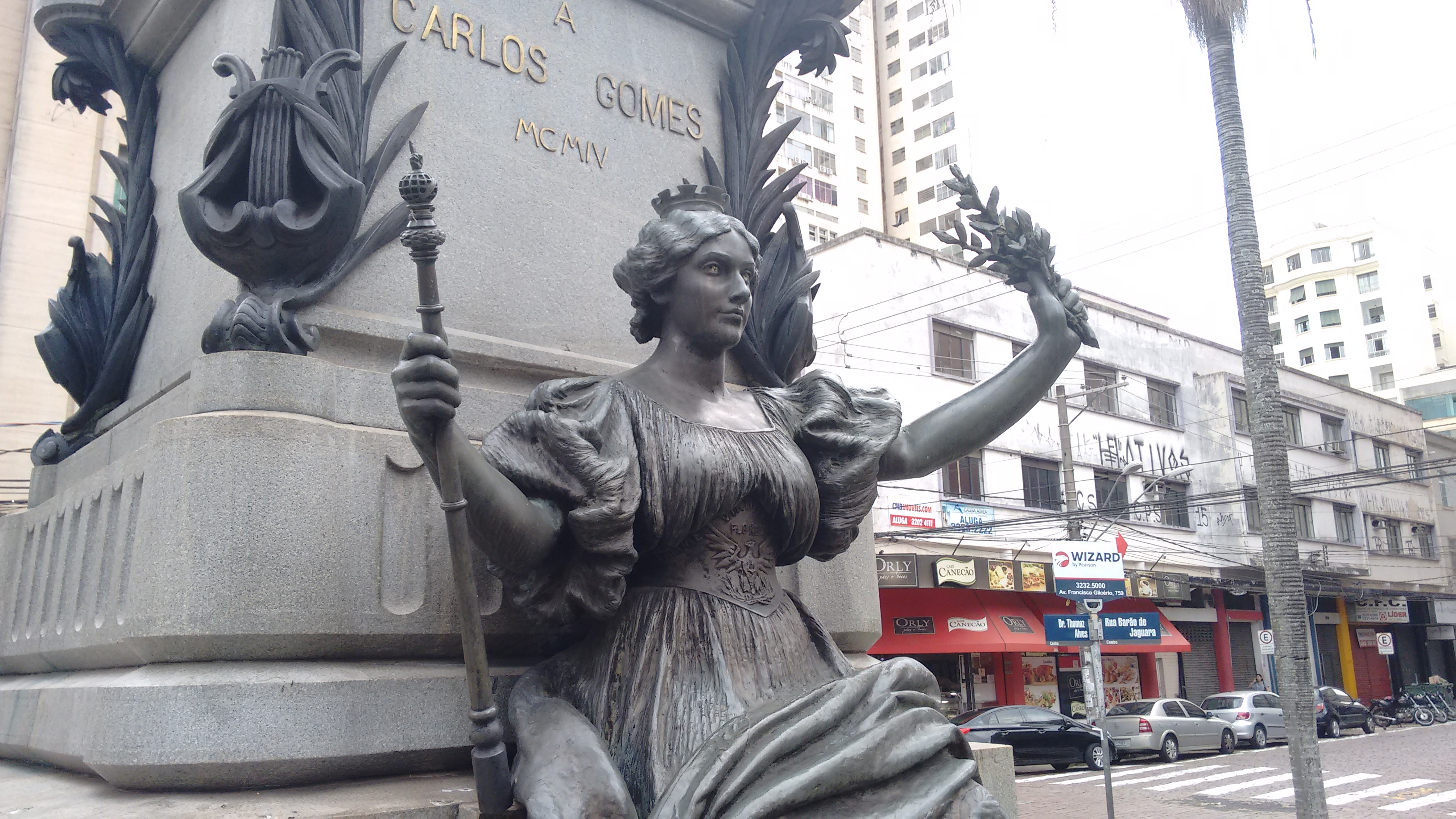
Detalhe do monumento-túmulo
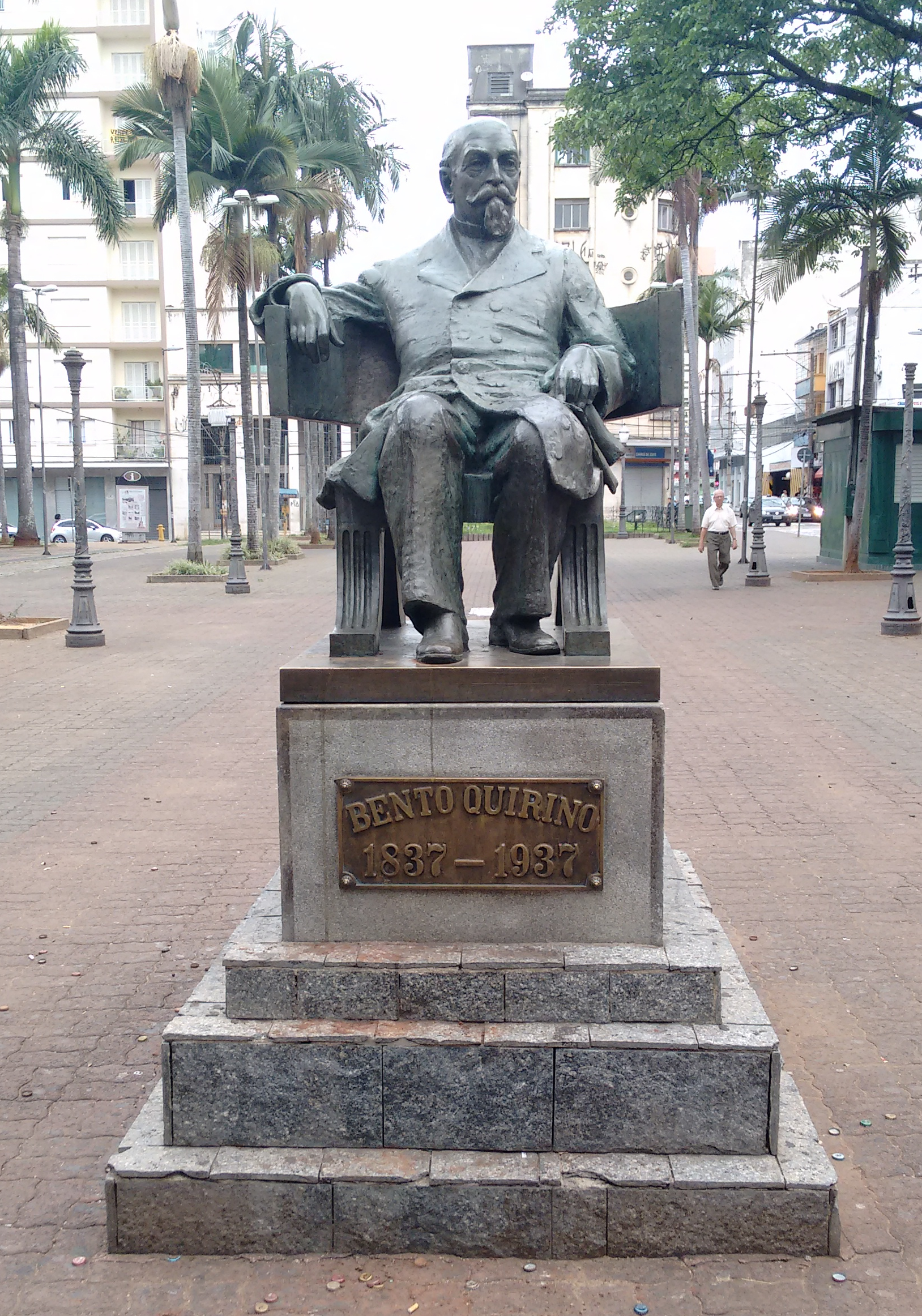
Monumento ao centenário de Bento Quirino
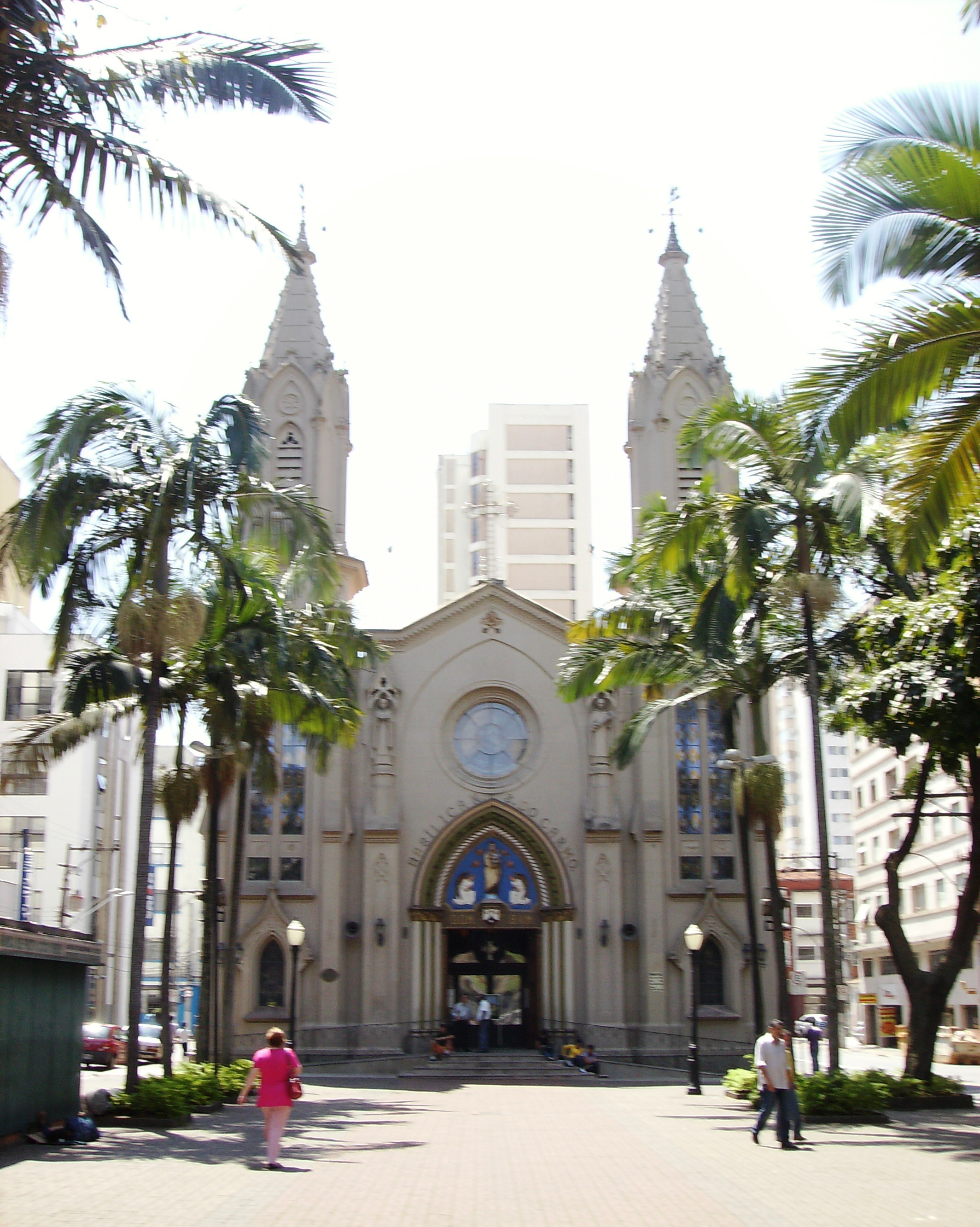
Fachada da Basílica de Nossa Senhora do Carmo
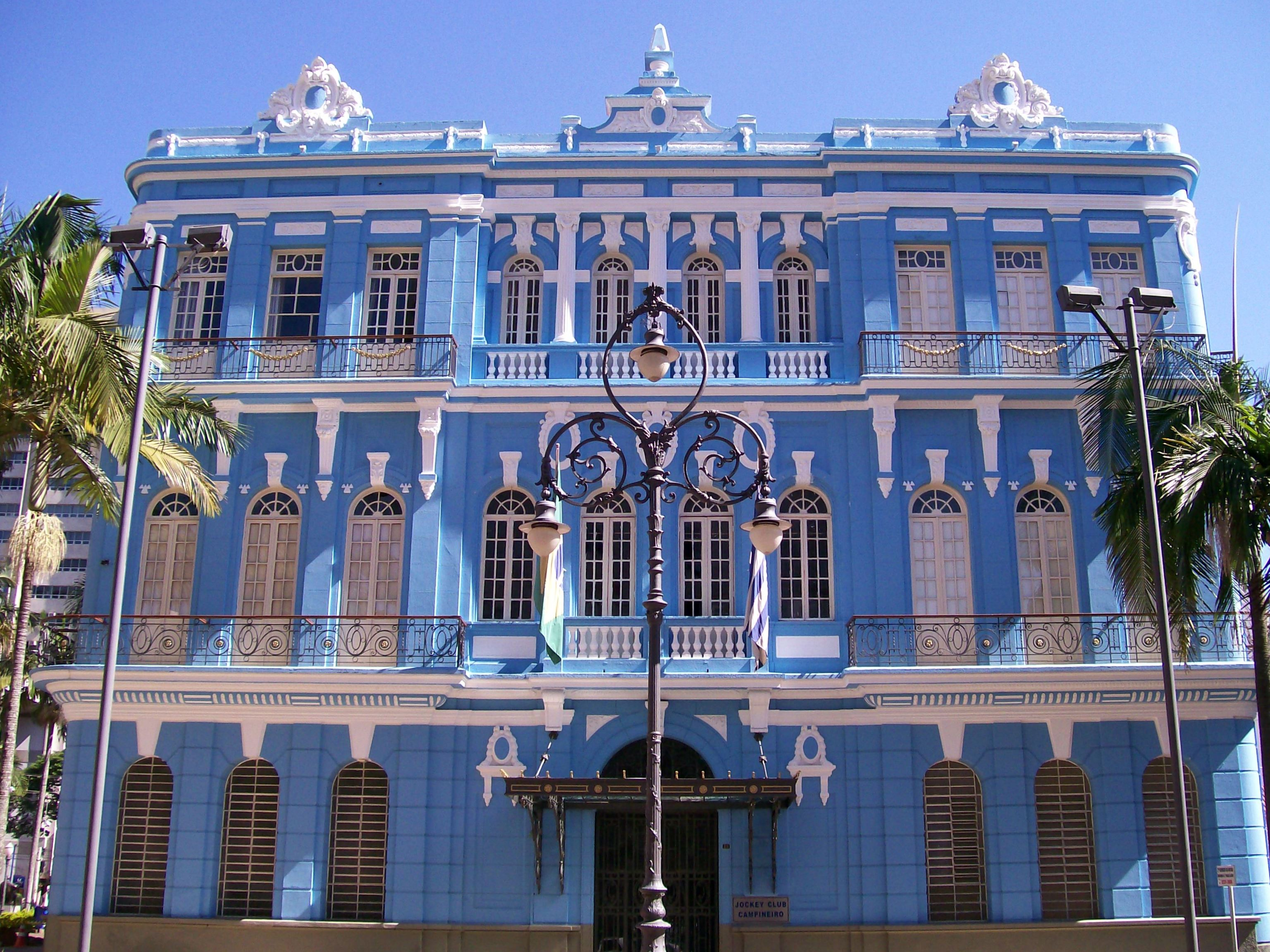
Fachada do Jockey Club Campineiro